# Хронологія подій місії «Кассіні — Гюйгенс»

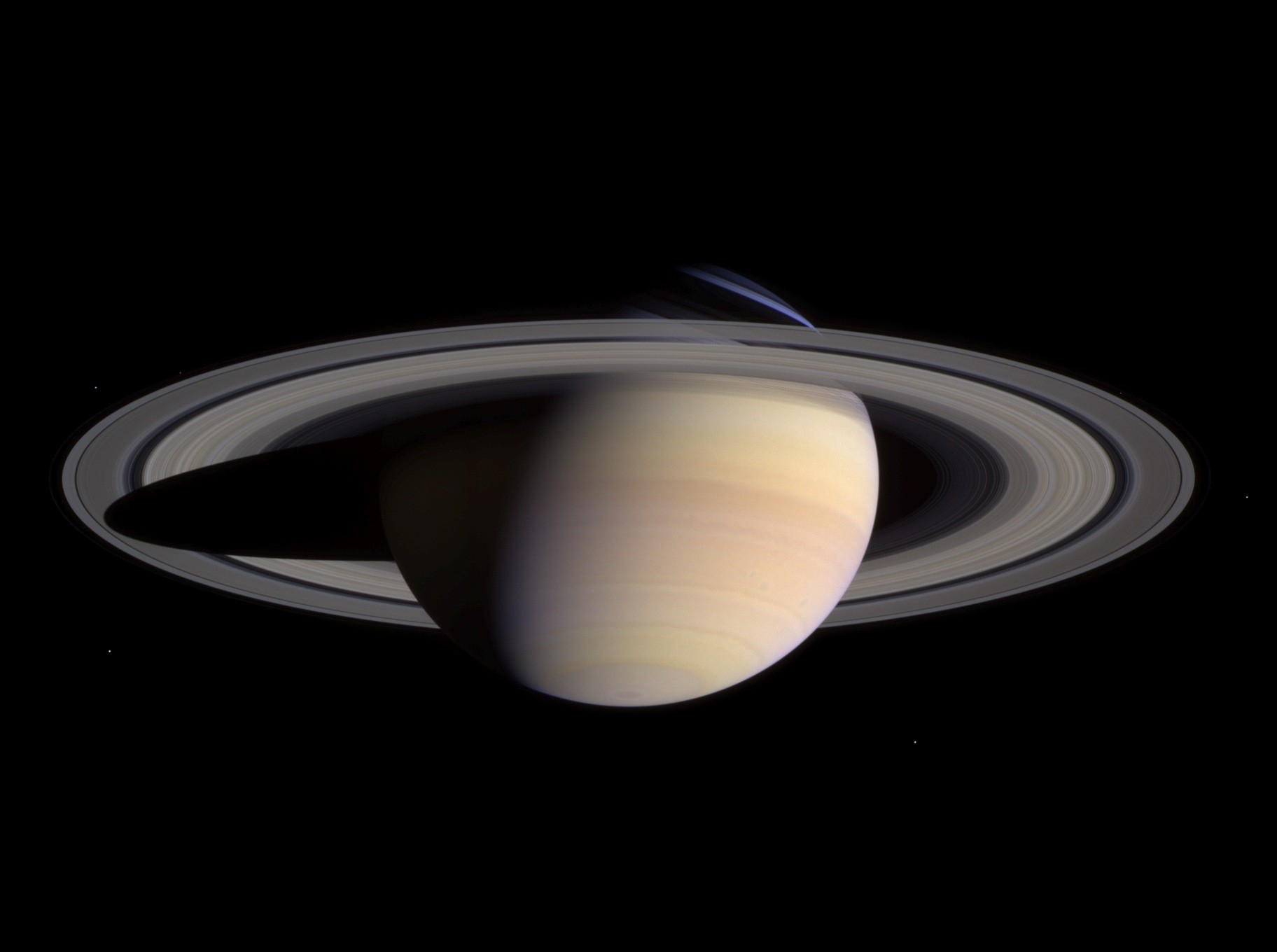
Сатурн, світлина Кассіні, березень 2004 року.

Місія «Кассіні — Гюйгенс» — це спільна міжпланетна місія НАСА — ЄКА — ІКА для вивчення системи Сатурна, складається з апарата «Кассіні» і спускного зонда «Гюйгенс», була запущена у жовтні 1997 року. Космічний апарат працював понад 20 років, з них 13 років дослідження велись на орбіті Сатурна — починаючи з липня 2004 року. До цього апарат здійснив майже 7-літню подорож з Землі, були здійснені два гравітаційних маневри довкола Венери у квітні 1998-го і в червні 1999-го, один довкола Землі у серпні 1999-го і один довкола Юпітера у грудні 2000-го. Зонд «Гюйгенс» від'єднався від станції у грудні 2004 року, пізніше він успішно приземлився на поверхні Титана у січні 2005 року.
Розширення місії «Кассіні» відбувалося тричі. Головна місія тривала чотири роки — з червня 2004 до травня 2008 року. Розширена місія тривала ще два роки до вересня 2010 року. Третє подовження місії тривало сім років до вересня 2017 року, після чого станція була примусово знищена в атмосфері Сатурна.

## 1997 рік

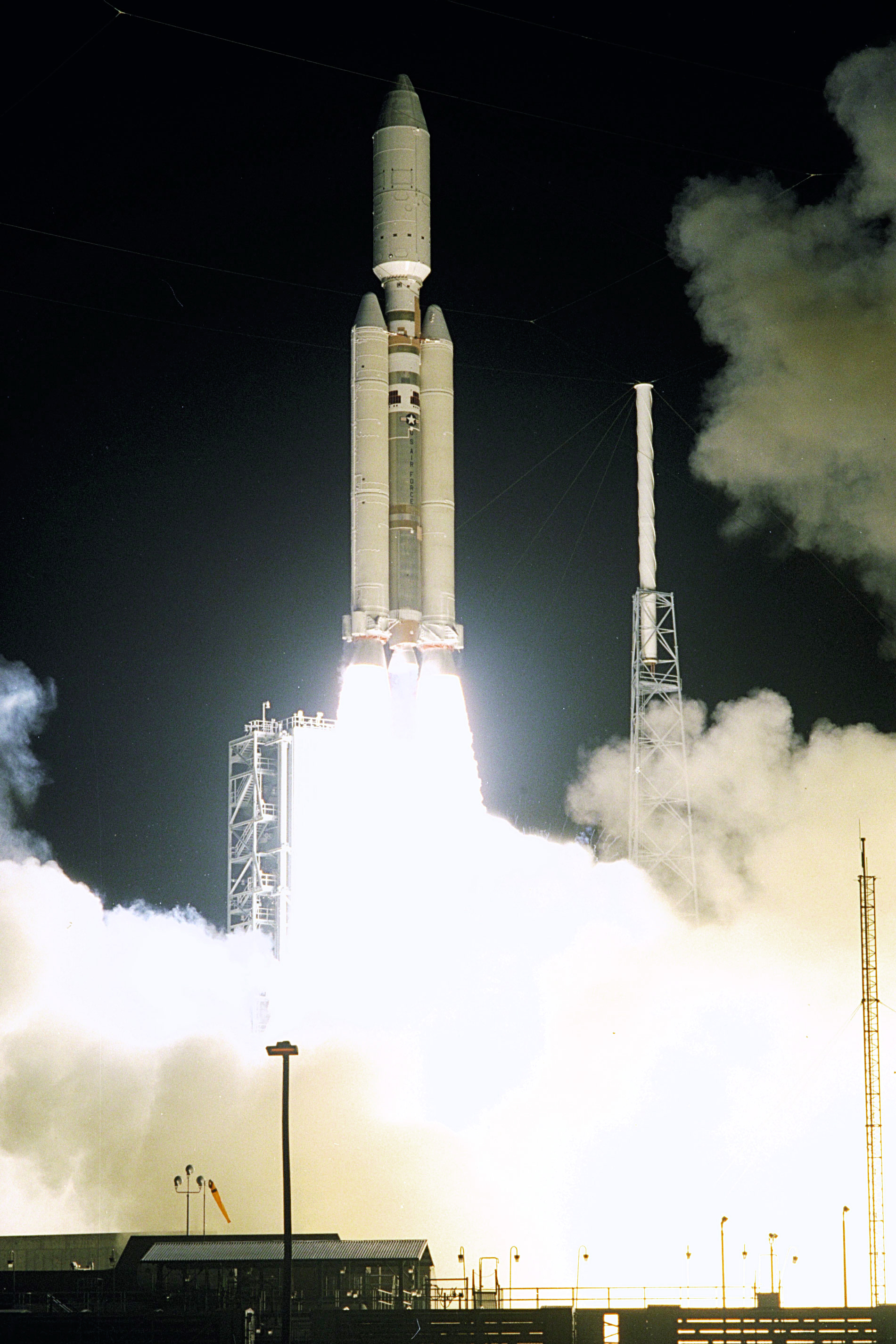
Старт ракетоносія з апаратом «Кассіні — Гюйгенс»

## Траєкторія

Траєкторія польоту зонда «Кассіні».

## 2017 рік
- Завершення місії